# 去鐵胺
 去鐵胺 （英語： Deferoxamine，簡稱DFOA，也可寫為desferrioxamine），以Desferal品牌在市面銷售，是一種可與鐵和鋁結合的藥物，專門用於治療鐵中毒、因多次輸血或具有遺傳性疾病而導致的血色沉著病以及個體因透析導致鋁中毒。此藥物係透過肌肉注射、靜脈注射或皮下注射方式給藥。
使用後常見的副作用有注射部位疼痛、腹瀉、嘔吐、發燒、聽力損失和眼睛問題。可能會發生嚴重過敏反應，包括過敏性休克和低血壓。目前尚不清楚個體於懷孕期間使用是否會對胎兒，或是哺乳期間使用是否會對嬰兒產生安全上的問題。此藥物是由革蘭氏陽性菌毛鏈黴菌提煉出的的螯鐵素製成。
去鐵胺於1968年在美國被批准用於醫療用途。它已被列入世界衛生組織基本藥物標準清單之中。

## 醫療用途
去鐵胺用於治療急性鐵中毒（尤其是幼兒的）。此藥物也常用於治療血色沉著病（一種遺傳性或後天性體內鐵累積疾病）。後天性血色沉著常見於患有某些慢性貧血（例如地中海貧血和骨髓增生異常症候群）的患者，由於他們需要多次輸血，而會大幅增加體內的鐵含量。使用鐵螯合藥物（例如去鐵胺）治療，可降低依賴輸血維生的鐮刀型紅血球疾病或β型地中海貧血患者的死亡率。
針對慢性病症，通常透過每天間隔8-12小時的皮下注射給藥。急性中毒後使用去鐵胺可能會導致尿液呈現粉紅色，此現象稱為"桃紅葡萄酒尿液（法語：vin rosé urine）"。除用於治療鐵中毒之外，還可用於治療特定患者的鋁中毒（體內鋁過量）（但尚未獲得美國食品藥物管理局（FDA）批准用於此用途）。去鐵胺也用於將阿黴素的心臟毒性副作用作最大限度降低，以及治療鐵藍蛋白缺乏症。去鐵胺可能有效改善顱內出血患者的神經系統，但支持此適應症的有效性和安全性的證據很弱。
一些發表的文章提出COVID-19確診者的體內鐵蛋白水平較高，而建議施用此藥物。

## 不良影響
目前尚不清楚個體於懷孕期間使用是否會對胎兒產生安全上的問題。
罹患地中海貧血患者中屬於thalassemia major類型的，長期使用此藥物可能會增加其聽力損失的風險。
長期使用去鐵胺可能會引起眼睛症狀、生長遲緩、局部反應和過敏。

## 作用機制
去鐵胺是是由革蘭氏陽性菌毛鏈黴菌所產生的螯鐵素B，將其中三價鐵離子部分移除而製成。發現此藥物是汽巴精化（精細化工生產商）與瑞士蘇黎世聯邦理工學院和德國弗萊堡大學醫院的科學家合作研究中無意中發現的結果。去鐵胺通過結合血液中的遊離鐵，也增強經由尿液消除。此藥物可去除血色沉著症患者體內多餘的鐵，而減少對各種器官和組織（例如肝臟）造成損害。此外目前有有限的證據支持其能加速神經損傷的癒合。去鐵胺可調節特定細胞類型發炎介質的表達和釋放。

## 研究
目前有研究使用去鐵胺於治療脊髓損傷和顱內出血。它也用於研究誘導間充質幹細胞中發生缺氧樣環境（可激活一些與缺氧相關的信號通路，這些通路通常在缺氧環境下受激活後會發揮各種細胞保護作用）。
由於去鐵胺的末端胺基不會與金屬螯合，因此被用於固定到各種工業和生物醫學應用的表面和基材上（例如固定在過濾器上，用於去除水中的鐵離子，固定在生物傳感器的表面上，用於檢測體液中的鐵離子含量）。